# Jack Paar
Jack Harold Paar (Ohio, 1º de maio de 1918 — Connecticut, 27 de janeiro de 2004) foi um ator, comediante, radialista e apresentador de televisão norte-americano. Ele foi o segundo apresentador do The Tonight Show de 1957 a 1962. O obituário de Paar da revista Time relatou ironicamente: "Seus fãs se lembrariam dele como o sujeito que dividiu a história do talk show em duas eras: Antes de Paar e Abaixo de Paar".